# Saint-Pierre-lès-Nemours
Saint-Pierre-lès-Nemours település Franciaországban, Seine-et-Marne megyében. Lakosainak száma 5424 fő (2022. január 1.). Saint-Pierre-lès-Nemours Bagneaux-sur-Loing, Chevrainvilliers, Darvault, Faÿ-lès-Nemours, Grez-sur-Loing, Larchant, Moncourt-Fromonville, Nemours és Ormesson községekkel határos.

## Népesség
A település népessége az elmúlt években az alábbi módon változott:
| Lakosok száma | 5555 | 5490 | 5638 | 5483 | 5444 | 5394 | 5408 | 5416 | 5424 |
|               | 2013 | 2015 | 2016 | 2017 | 2018 | 2019 | 2020 | 2021 | 2022 |